# (90568) 2004 GV9
(90568) 2004 GV9 is een transneptunisch object dat op 13 april 2004 werd ontdekt door NEAT. Het is door het Minor Planet Center als een kubewano genoteerd.
Michael E. Brown schat dat het zeer waarschijnlijk een dwergplaneet is. Een diameter van 680±34 km is vastgesteld uit gecombineerde waarnemingen van de Herschel en Spitzer ruimtetelescopen. Tancredi merkt op dat licht-curve-amplitude analyse slechts kleine afwijkingen laat zien, wat suggereert dat (90568) 2004 GV9 een sferoïde zou kunnen zijn en dus een dwergplaneet is. Echter, zijn lage albedo suggereert dat het object geen planetaire samenstelling heeft.
Hij is zevenenveertig keer waargenomen, met opnamen die teruggaan tot 1954.